# Lleonci de Sant Saba
Lleonci de Sant Saba (Leontius, Λεόντιος) fou un escriptor eclesiàstic grec de confosa personalitat, ja que diversos Lleoncis de la mateixa o propera època es confonen un amb l'altra. Hauria estat un monjo del monestir de Sant Saba proper a Jerusalem probablement vers el segle x.
Va escriure una vida de Sant Gregori d'Agrigent que porta el nom de Λεοντίον πρεσβυτέρου καὶ ἡγουμένου τῆς μονῆς τοῦ ἁγίου Σάβα τῆς ?ωμαίων τόλεως εἰς βίον καὶ δαύματα τοῦ ὁσίου Πατρὸς ἡμῶν Γρηγοριου τοῦ Ἀκραγαντίνου, Leontii Presbyteri et Abbatis Coenobii S. Sabae (urbis Romae, sc. Novae s. CPoleos) Liber de Vita et Miraculis S. Patris nostri Gregorii Agrigentini.
Hi ha la tendència general a considerar-lo el mateix personatge que Lleonci de Constantinoble.